# دايتون (كنتاكي)
دايتون (بالإنجليزية: Dayton, Kentucky)‏ هي مدينة تقع في مقاطعة كامببيل، كنتاكي بولاية كنتاكي في وسط جنوب شرق الولايات المتحدة. تبلغ مساحة هذه المدينة 4.3 (كم²)، وترتفع عن سطح البحر 157 م، بلغ عدد سكانها 5966 نسمة في عام 2000 حسب إحصاء مكتب تعداد الولايات المتحدة وتصل الكثافة السكانية فيها 1735.4 نسمة/كم2.

## التركيبة السكانية
حدّد مكتب تعداد الولايات المتحدة بيانات التركيبة السكانية لدايتون في تعداد الولايات المتحدة. في ما يلي، التركيبة السكانية حسب تعدادي 2000 و2010.

### تعداد عام 2000
بلغ عدد سكان دايتون 5,966 نسمة بحسب تعداد عام 2000، وبلغ عدد الأسر 2,200 أسرة وعدد العائلات 1,519 عائلة مقيمة في المدينة. في حين سجلت الكثافة السكانية 1,193.2 نسمة لكل كيلومتر مربع (3,090.4/ميل2). وبلغ عدد الوحدات السكنية 2,401 وحدة بمتوسط كثافة قدره 480.2 لكل كيلومتر مربع (1,243.7/ميل2).
وتوزع التركيب العرقي للمدينة بنسبة 98.32% من البيض و0.45% من الأمريكيين الأفارقة و0.18% من الأمريكيين الأصليين و0.17% من الأمريكيين ذوي الأصول الآسيوية و0.02% من سكان جزر المحيط الهادئ و0.08% من الأعراق الأخرى و0.77% من عرقين مختلطين أو أكثر و0.59% من الهسبانيون أو اللاتينيون من أي عرق.
بلغ عدد الأسر 2,200 أسرة كانت نسبة 40.8% منها لديها أطفال تحت سن الثامنة عشر تعيش معهم، وبلغت نسبة الأزواج القاطنين مع بعضهم البعض 45.3% من أصل المجموع الكلي للأسر، ونسبة 18% من الأسر كان لديها معيلات من الإناث دون وجود شريك،  بينما كانت نسبة 5.7% من الأسر لديها معيلون من الذكور دون وجود شريكة وكانت نسبة 31% من غير العائلات. تألفت نسبة 25.5% من أصل جميع الأسر من عدة أفراد يعيشون في نفس المنزل ونسبة 10.6% كانت تتألف من شخص يعيش بمفرده يبلغ من العمر 65 عاماً أو أكثر. وبلغ متوسط حجم الأسرة المعيشية 2.69، أما متوسط حجم العائلات فبلغ 3.24.
بلغ العمر الوسطي للسكان 32.0 عاماً. وكانت نسبة 28.1% من القاطنين تحت سن الثامنة عشر، وكانت نسبة 11.8% بين الثامنة عشر والرابعة والعشرين عاماً، ونسبة 29.2% كانت واقعةً في الفئة العمرية ما بين الخامسة والعشرين والرابعة والأربعين عاماً، ونسبة 19.4% كانت ما بين الخامسة والأربعين والرابعة والستين، ونسبة 10.6% كانت ضمن فئة الخامسة والستين عاماً فما فوق. يوجد لكل 100 أنثى 94.5 ذكر، ويوجد لكل 100 أنثى في الثامنة عشر من عمرها فما فوق 89.9 ذكر.
بلغ متوسط دخل الأسرة في المدينة 32,008 دولارًا، أما متوسط دخل العائلة فبلغ 38,339 دولارًا. وكان متوسط دخل الذكور 28,592 دولارًا مقابل 21,048 دولارًا للإناث. وسجل دخل الفرد الخاص بالمدينة 15,373 دولارًا. وكانت نسبة 15.2% من العائلات ونسبة 16.3% من السكان تحت خط الفقر، وكان من هؤلاء نسبة 24.8% تحت سن الثامنة عشر ونسبة 4.7% في الخامسة والستين من العمر وما فوق.

### تعداد عام 2010
بلغ عدد سكان دايتون 5,338 نسمة بحسب تعداد عام 2010، وبلغ عدد الأسر 2,052 أسرة وعدد العائلات 1,316 عائلة مقيمة في المدينة. في حين سجلت الكثافة السكانية 1,067.6 نسمة لكل كيلومتر مربع (2,765.1/ميل2). وبلغ عدد الوحدات السكنية 2,365 وحدة بمتوسط كثافة قدره 473 لكل كيلومتر مربع (1,225.1/ميل2).
وتوزع التركيب العرقي للمدينة بنسبة 96.74% من البيض و0.51% من الأمريكيين الأفارقة و0.11% من الأمريكيين الأصليين و0.26% من الأمريكيين ذوي الأصول الآسيوية و0.06% من سكان جزر المحيط الهادئ و0.58% من الأعراق الأخرى و1.74% من عرقين مختلطين أو أكثر و1.67% من الهسبانيون أو اللاتينيون من أي عرق.
بلغ عدد الأسر 2,052 أسرة كانت نسبة 34.2% منها لديها أطفال تحت سن الثامنة عشر تعيش معهم، وبلغت نسبة الأزواج القاطنين مع بعضهم البعض 37.3% من أصل المجموع الكلي للأسر، ونسبة 18.3% من الأسر كان لديها معيلات من الإناث دون وجود شريك،  بينما كانت نسبة 8.5% من الأسر لديها معيلون من الذكور دون وجود شريكة وكانت نسبة 35.9% من غير العائلات. تألفت نسبة 27.7% من أصل جميع الأسر من عدة أفراد يعيشون في نفس المنزل ونسبة 7.5% كانت تتألف من شخص يعيش بمفرده يبلغ من العمر 65 عاماً أو أكثر. وبلغ متوسط حجم الأسرة المعيشية 2.58، أما متوسط حجم العائلات فبلغ 3.14.
بلغ العمر الوسطي للسكان 34.3 عاماً. وكانت نسبة 25.1% من القاطنين تحت سن الثامنة عشر، وكانت نسبة 9.9% بين الثامنة عشر والرابعة والعشرين عاماً، ونسبة 29.8% كانت واقعةً في الفئة العمرية ما بين الخامسة والعشرين والرابعة والأربعين عاماً، ونسبة 25.6% كانت ما بين الخامسة والأربعين والرابعة والستين، ونسبة 9.6% كانت ضمن فئة الخامسة والستين عاماً فما فوق. وتوزع التركيب الجنسي للسكان بنسبة 49.2% ذكور و50.8% إناث.

## أعلام
- تشيك سميث
- إيرل موراي
- بوب ديموس
- جي. فيرنون شي
- ألبرت إس. بيري

## وصلات خارجية
- daytonky.com
- The US50 - Cities and Towns in Kentucky State